# Cantó de Lió-VII
El cantó de Lió-VII és un antic cantó francès del departament del Roine, situat al districte de Lió. Compta part del municipi de Lió.

## Municipis
- Comprèn la part meridional del 6è districte de Lió, al sud de les rues de Sèze, Curie, Juliette Récamier i Les Émeraudes. Inclou el barri de Bellecombe i la prt meridional del de Les Brotteaux.

| Data d'elecció                           | Identitat         | Partit                      | Qualitat |
| ---------------------------------------- | ----------------- | --------------------------- | -------- |
| 1945-1977                                | Louis Pradel      | radical                     |          |
| 1977-1998                                | Yves Bruyas       | CNIP, després divers droite |          |
| 1998-2014                                | Dominique Nachury | RPR, després UMP            |          |
| les dades anteriors no són pas conegudes |                   |                             |          |